# ATC kod A07
ATC kod A07 Antidijaroici, intestinalni antiinflamatorni/antiinfektivni agensi su terapeutska podgrupa sistema za anatomsko terapeutsko hemijsku klasifikaciju. Ovaj sistem alfanumeričkih kodova je razvio  za klasifikaciju lekova i drugih medicinskih proizvoda.  Podgrupa A07 je deo anatomske grupe A Alimentarni trakt i metabolizam.

Kodovi za veterinarsku upotrebu (ATCvet kodovi) se mogu formirati stavljanjem slova Q ispred humanih ATC kodova: QA07... ATCvet kodovi bez odgovarajućeg humanog ATC koda su navedeni sa vodećim Q na sledećoj listi.
Nacionalna izdanja ATC klasifikacije mogu da obuhvataju dodatne kodove koji nisu prisutni na ovoj listi.

## A07A Intestinalni antiinfektivi

### A07AAAntibiotici
A07AA01 Neomicin
A07AA02 Nistatin
A07AA03 Natamicin
A07AA04 Streptomicin
A07AA05 Polimixin B
A07AA06 Paromomicin
A07AA07 Amfotericin B
A07AA08 Kanamicin
A07AA09 Vankomicin
A07AA10 Kolistin
A07AA11 Rifaksimin
A07AA51 Neomicin, kombinacije
A07AA54 Streptomicin, kombinacije
QA07AA90 Dihidrostreptomicin
QA07AA91 Gentamicin
QA07AA92 Apramicin
QA07AA93 Bacitracin
QA07AA99 Antibiotici, kombinacije

### A07ABSulfonamidi
A07AB02 Ftalilsulfatiazol
A07AB03 Sulfaguanidin
A07AB04 Sukcinilsulfatiazol
QA07AB20 Sulfonamidi, kombinacije
QA07AB90 Formosulfatiazol
QA07AB92 Ftalilsulfatiazol, kombinacije
QA07AB99 Kombinacije

### A07ACImidazolniderivati
A07AC01 Mikonazol

### A07AX Drugi intestinalni antiinfektivi
A07AX01 Broksihinolin
A07AX02 Acetarzol
A07AX03 Nifuroksazid
A07AX04 Nifurzid
QA07AX90 Poli (2-propenal, 2-propenoinska kiselina)

## A07B Intestinalni adsorbenti

### A07BA Preparati aktivnoguglja
A07BA01 Medicinski ugalj
A07BA51 Medicinski ugalj, kombinacije

### A07BC Drugi intestinalni adsorbenti
A07BC01 Pektin
A07BC02 Kaolin
A07BC03 Krospovidon
A07BC04 Atapulgit
A07BC05 Diosmektit
A07BC30 Kombinacije
A07BC54 Atapulgit, kombinacije

## A07CElektrolitisaugljenim hidratima

### A07CA Formulacijeoralne rehidratacione soli
Podgrupa A07CA je uvrštena samo u ljudsku ATC klasifikaciju.

### QA07CQ Oralne rehidratacione formulacije za veterinarsku upotrebu
QA07CQ01 Oralni elektroliti
QA07CQ02 Oralni elektroliti i ugljeni hidrati

## A07DAntipropulzivi

### A07DA Antipropulzivi
A07DA01 Difenoksilat
A07DA02 Opijum
A07DA03 Loperamid
A07DA04 Difenoksin
A07DA05 Loperamid oksid
A07DA52 Morfin, kombinacije
A07DA53 Loperamid, kombinacije

## A07E Intestinalni antiinflamatorni agensi

### A07EA Lokalno delujući kortikosteroidi
A07EA01 Prednisolon
A07EA02 Hidrokortizon
A07EA03 Prednison
A07EA04 Betametason
A07EA05 Tiksokortol
A07EA06 Budesonid
A07EA07 Beklometason

### A07EB Antialergijski agensi, izuzev kortikosteroida
A07EB01 Kromoglicinska kiselina

### A07ECAminosalicilna kiselinai slični agensi
A07EC01 Sulfasalazin
A07EC02 Mesalazin
A07EC03 Olsalazin
A07EC04 Balsalazid

## A07F Antidijaroidni microorganizmi

### A07FA Antidijaroidni microorganizmi
A07FA01 Organizmi koji proizvode mlečnu kiselinu
A07FA02 Saccharomyces boulardii
A07FA51 Organizmi koji proizvode mlečnu kiselinu, kombinacije
QA07FA90 Probiotici

## A07X Drugi antidijaroici

### A07XA Drugi antidijaroici
A07XA01 Albumin tanat
A07XA02 Ceratonija
A07XA03 Jedinjenja kalcijuma
A07XA04 Racecadotril
A07XA51 Albumin tanat, kombinacije
QA07XA90 Aluminijum salicilati, bazni
QA07XA91 Cink oksid
QA07XA99 Drugi antidijaroici, kombinacije